# Obtocznica pasterka
Obtocznica pasterka (Lygephila pastinum) – gatunek motyla z rodziny mrocznicowatych i podrodziny Erebinae.